# Abbiategrasso
Abbiategrasso (em lombardo, Biagràss, comumente abreviada como Bià) é uma comuna italiana da região da Lombardia, província de Milão, com cerca de 28.890 (2003) habitantes. Estende-se por uma área de 47,05 km², tendo uma densidade populacional de 608 hab/km². Faz fronteira com Robecco sul Naviglio, Albairate, Cassinetta di Lugagnano, Cerano (NO), Vermezzo, Cassolnovo (PV), Morimondo, Ozzero, Vigevano (PV).
Encontra-se na margem direita do rio Naviglio Grande, canal que liga o Ticino a Milão. Foi tomada pelos imperadores Frederico I em 1167 e Frederico II em 1245.
Pertence à rede das Cidades Cittaslow.

## Demografia
| Variação demográfica do município entre 1861 e 2011                               |
|                                                                                   |
| Fonte: Istituto Nazionale di Statistica (ISTAT) - Elaboração gráfica da Wikipedia |